# Печінкова недостатність
Печінкова недостатність — патологічний стан, при якому печінка не може нормально виконувати свої метаболічні функції, який спричинюють некротичні, фіброзні або дистрофічні зміни її паренхіми, і супроводжується в розвиненій та термінальній стадії загальною інтоксикацією організму, неврологічними та психічними розладами.

## Класифікація
За перебігом захворювання:
- гостра печінкова недостатність
- хронічна печінкова недостатність

За формою:
- васкулярна (порто-кавальна)
- печінково-клітинна
- екскреторна

За стадіями:
- початкова (компенсована)
- виражена (декомпенсована)
- термінальна з виникненням печінкової коми

## Причини
Печінкова недостатність найчастіше проявляється у пацієнтів віком понад 40 років, які мають захворювання печінки, а також, можливо, зловживають алкоголем чи наркотичними речовинами.

### Інфекційні фактори
Інфекційні ураження печінки вірусами, бактеріями, паразитами — усі ці чинники відіграють провідну роль у виникненні печінкової недостатності. Найчастішою причиною виникнення печінкової недостатності є гепатотропні віруси — гепатиту B, гепатиту C, гепатиту D, якій діє разом з вірусом гепатиту В. У світі від гострої печінкової недостатності, яку спричинює вірус гепатиту В, щорічно гинуть 250 тисяч людей. До рідкісних причин виникнення захворювання належать інфікування герпесвірусами.

### Токсичні фактори
Окрім цього, тривале вживання алкоголю, а іноді й гостре (гострий алкогольний стеатогепатит), передозування діуретиків, снодійно-седативних засобів, анальгетиків, парацетамолу можуть призвести до масивних уражень паренхіми печінки.
Аманітоксин (отрута зеленого мухомора), афлатоксин (мікотоксин грибків роду аспергіл), тетрахлорметан і жовтий фосфор є найсильнішими отрутами, що спричинюють печінкову недостатність.

### Рідкісні причини
Рідкісними причинами печінкової недостатності є стани, що перебігають з розвитком гострої жирової дистрофії печінки (синдром Рея при грипі та ГРВІ, гестозі вагітних тощо); тирозинемія, галактоземія та автоімунний гепатит. Хірургічні втручання теж можуть спричинити печінкову недостатність у деяких випадках.

## Клінічні прояви
У хворих із печінковою недостатністю часто спостерігають:
Під час першої стадії часто не має особливих ознак. Іноді виникає:
- Погіршення апетиту
- Слабкість
- Нудота
- Погіршення працездатності
- Зниження апетиту
- Незначні емоційні розлади

Під час другої стадії
- Жовтяниця (можлива)
- Геморагічний діатез

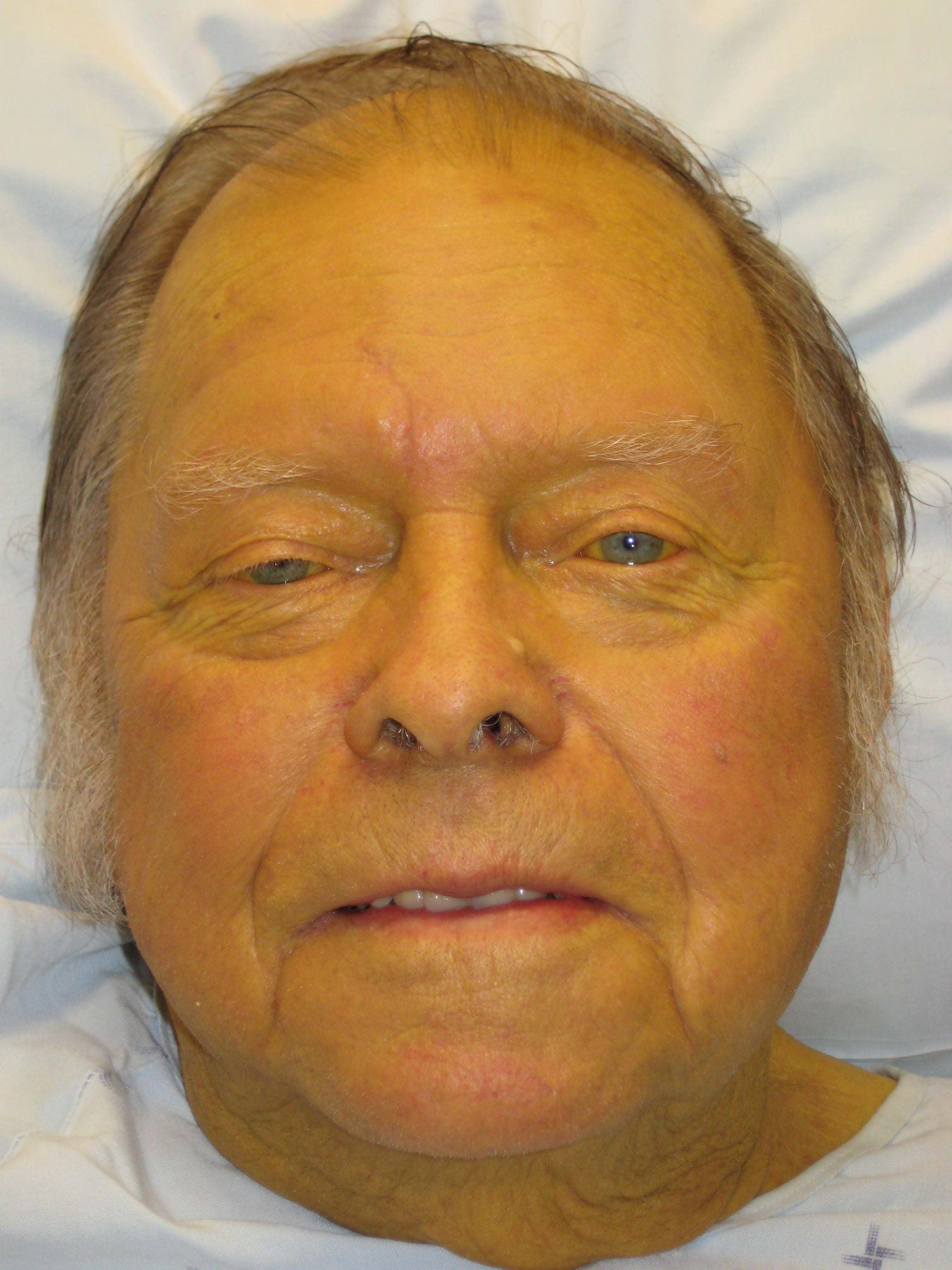
Обличчя людини з жовтяницею — одним з проявів розвинених стадій печінкової недостатності

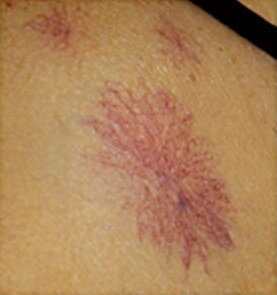
«Судинні зірочки» при виразній хронічній печінковій недостаності.

- Портальна гіпертензія з виникненням часто типового асциту
- Немотивована слабкість
- Диспептичні розлади (стійке зниження апетиту іноді аж до анорексії, немотивована стійка нудота, періодичне блювання, тощо)
- Гіпопротеїнемічні набряки
- Гепаторенальний синдром
- Поява на шкірі у плечово-ключичній ділянці геморагічних зірочок (ознак утворення порто-кавальних судинних анастомозів)
- Можливий розвиток кровотечі із розширених вен стравоходу.
- Розлади у розумовій діяльності, емоційні зрушення через виникнення хронічної печінкової енцефалопатії

Під час третьої та четвертої стадій:
- Кахексія (наявність асциту та набряків дуже часто нівелюють візуальне визначення кахексії)
- Глибокі порушення обміну речовин
- Дистрофічні зміни інших органів

При розвитку печінкової коми:
- Збудження
- Стійка нудота, блювання
- Втрата свідомості з переважанням психомоторного збудження
- Відсутність зіничних реакцій
- Патологічні підошовні рефлекси
- Судоми
- Ригідність м'язів кінцівок

На ЕЕГ — порушення ритму, зменшення амплітуди по мірі розвитку коми.

## Діагностика
Важливими при зборі анамнезу у пацієнтів з підозрою на печінкову недостатність є виявлення факту прийому лікарських препаратів, перенесення вірусних гепатитів, наявність хвороб обміну речовин, хронічних захворювань печінки та зловживання наркотичними препаратами, алкоголем.
Дослідження біохімічних проб посідає важливе місце при діагностиці печінкової недостатності. Досліджують і контролюють показники тромбінової редукції (протромбіновий індекс, фібріноген, фібріноген В, тривалість кровотечі тощо) альбумінів, загального білірубіну та його фракції, сечовини, активність лужної фосфатази, амінотрансфераз — АЛТ та АСТ, гаммаглютамілтранспептидази, інших ферментів на кшталт металопротеїназ. Обов'язковим є дослідження сироваткового Калію. Об'єм біохімічних та інших досліджень цілком обумовлений клінічною ситуацію. 

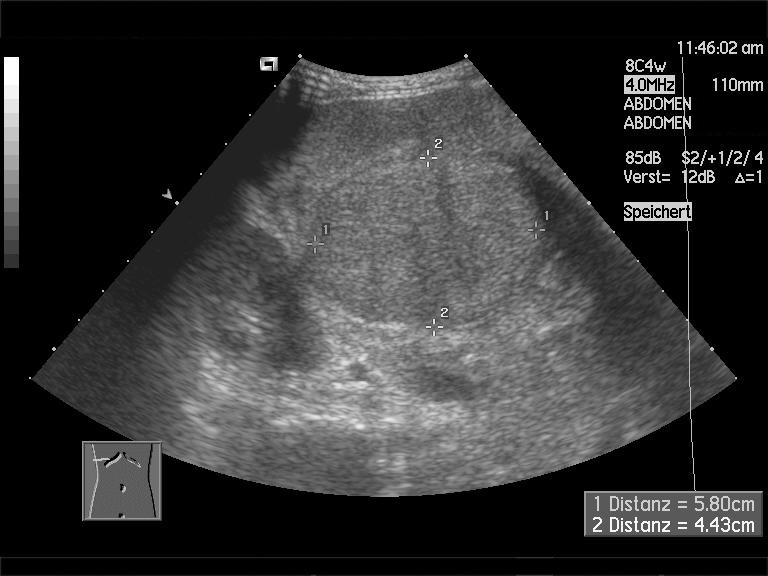
Хрестиками позначено вузли, які виникають при цирозі печінки.

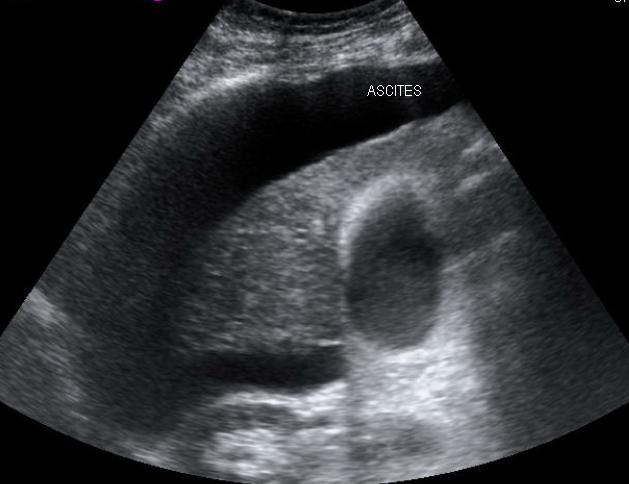
Чорним виглядає асцит, який віддавлює циротичну печінку

Хворим проводять ультразвукове дослідження органів черевної порожнини, при цьому оцінюють стан паренхіми печінки та судин системи ворітної вени, розміри органу. За необхідності проводять комп'ютерну рентгенівську томографію органів гепатопанкреатичної ділянки.
Для виявлення печінкової енцефалопатії проводять електроенцефалографію. Зменшення амплітуди хвиль ритмічної активності та їх уповільнення свідчить про розвиток печінкової коми.

## Лікування
Проводять по загальних напрямках, але з урахуванням причини, що спричинила розвиток печінкової недостатності.
Якщо чинником цього є токсичні речовини — то необхідно провести антитоксичну терапію часто із застосуванням антидотів.
При лікуванні гострої печінкової недостатності дотримуються таких напрямків:
- лікування в умовах відділення реанімації чи інтенсивної терапії;
- моніторинг гемодинамічних показників, виділень та інших життєво важливих функцій щогодини;
- безбілкова дієта для зменшення утворення в кишечнику аміаку та інших токсичних речовин;
- проведення екстракорпоральної детоксикації, переважно плазмоферезу;
- введення препаратів L-орнітину L-аспартату (англ. L-ornitine – L-aspartate (LoLa))[6], лактулози для боротьби з основною причиною виникнення гострої печінкової недостатності — підвищенням рівня аміаку;
- інтенсивна внутрішньовенна терапія для зменшення рівня інтоксикації та печінкової енцефалопатії. Протипоказано внутрішньовенне введення фізіологічного розчину;
- у багатьох випадках — застосування глюкокортикостероїдів, хоча вже є багато свідчень про їх малоефективність, але на практиці це ще часто роблять;
- активний догляд за хворим, профілактика пролежнів;
- в країнах розвиненої медицини — негайне вирішення питання про трансплантацію печінки.

При хронічній печінковій недостатності необхідно:
- проводити противірусне лікування хронічних вірусних гепатитів В, С.
- модифікація способу життя та харчових уподобань, повна відмова від гепатотоксичних факторів;
- проводити активне спостереження за загальним станом, враховуючи посилення симптомів енцефалопатії;
- проводити зважування щодня;
- щодня вимірювати добовий діурез (відношення кількості виділеної рідини до споживаної);
- використовувати перорально препарати лактулози, L-орнітину L-аспартату тощо;
- щодня проводити аналіз крові задля визначення рівня креатину та електролітів;
- раз на два тижні вимірювати рівень альбумінів, білірубіну, активність ЛФ, АлАт, АсАт;
- регулярно робити коагулограму, вимірюючи рівень протромбіну;
- також потрібно вирішувати щонайскоріше питання про можливість трансплантації печінки;
- при виникненні гострих ознак проводять ті ж саме заходи як при гострій печінковій недостатності.

## Прогноз
При своєчасній діагностиці розвитку гострої печінкової недостатності та проведенні адекватної терапії прогноз сприятливий, при маніфестації гострої печінкової енцефалопатії — несприятливий. Печінкова енцефалопатія зазвичай переходить у печінкову кому, результат якої найчастіше є смертельним.
При своєчасному інтенсивному лікуванні не декомпенсованої хронічної печінкової недостатності прогноз є сприятливим, оскільки порушення функцій печінки є оборотними. Країни розвиненої медицини проводять своєчасну трансплантацію печінки через що летальність значно зменшилася на сьогодні.

## Профілактика
Профілактикою виникнення печінкової недостатності є недопущення різного виду отруєнь (медикаментозних, алкогольних передозувань тощо). Також важливою залишається своєчасна терапія захворювань печінки, якщо такі присутні.